# バグダッド・カフェ
『バグダッド・カフェ』（原題：Out of Rosenheim、英題：Bagdad Café) は、 1987年制作の西ドイツ映画。

## 概要
アメリカ合衆国の砂漠地帯にあるダイナー兼ガソリンスタンド兼モーテル「バグダッド・カフェ」に集う人々と、そこに現れたドイツ人旅行者の女性の交流を描いた、大人のためのファンタジーの趣がある作品。
ジェヴェッタ・スティールが歌うテーマ曲「コーリング・ユー」は、第61回アカデミー賞歌曲賞にノミネートされたほか、映画公開後も多数の歌手によりカバーされるヒット曲となった。ドイツ人旅行者とアメリカの地方住民の交流を描いているが、日本公開版ではアメリカ人同士の会話も大部分がドイツ語で行われている。
数回にわたり、再上映のための新編集版が製作されている（後述）。
日本では1989年に東京都のミニシアター「シネマライズ」で初公開され、同館では数か月にわたりロングランヒットし、当時の日本国内におけるミニシアターブームを代表する一作となった。

## ストーリー
モハーヴェ砂漠を貫く幹線道路。ドイツから旅行に来た夫婦がラスベガスを目指す中、レンタカーの中で喧嘩を始め、妻・ジャスミンは車を降り、自分の荷物を持って飛び出してしまう。
ジャスミンが重いトランクを引きずって歩き続けた先には、砂漠の中に孤立したように存在する、さびれたダイナー兼ガソリンスタンド兼モーテル「バグダッド・カフェ」があった。その店ではちょうど、女主人・ブレンダが、仕事をしない夫を怒鳴り散らし、追い出したところだった。モーテルの部屋を借りたジャスミンは、部屋の壁に飾られた、2つの太陽（幻日）が輝く空を描いた風景画に魅了される。われに返り、着替えようとトランクを開けるが、そこに入っていたのは夫の着替えや生活用品だった。持ってきたのは自分のトランクだったが、荷物を詰め間違えていたのだった。部屋の掃除に入ったブレンダは、男ものの服やひげ剃りなどが部屋に広げられているのを見て不審を抱く。
暇をもてあましたジャスミンは、勝手に店の大掃除をしたり、赤ん坊をあやしたりするうち、バグダッド・カフェの店員のようにふるまうようになり、少しずつブレンダの警戒を解いていきつつ、カフェに集う人々とも打ち解けていく。また、夫の荷物の中に入っていた手品練習セットで遊ぶうち、手品の腕前が上達し、カフェの客に披露すると、評判が評判を呼んで、かつて閑古鳥が鳴いていた店は、マジックショーを上演するダイナーとして大繁盛となる。
ある夜、地元の保安官が店に現れ、ジャスミンにビザの期限切れと労働許可証の不所持をただし、ドイツへの帰国を命じる。ジャスミンが去ったバグダッド・カフェには、人々が寄り付かなくなった。
しばらくのち。バグダッド・カフェにふたたびジャスミンが現れた。カフェの人々とジャスミンは、再会を喜び合った。これまでのようにマジックショーを上演する日々を送る中、ジャスミンの部屋を、店の常連客の老画家・ルディがたずねる。ルディはジャスミンの部屋にある風景画の作者で、画家とモデルとして頻繁に会ううちに、惹かれ合うようになっていた。ルディは「再会できてうれしいが、このままではふたたびビザの問題が起こる。アメリカ市民と結婚すれば問題は回避できる」と告げる。それは不器用な結婚の申し出だった。ジャスミンは「ブレンダと相談するわ」と返答した。

## 登場人物
ジャスミン・ムンシュテットナー
本作の主人公。自身では「ヤスミン」と名乗る（ドイツ語では子音Jが硬口蓋接近音となるため）。ドイツ・バヴァリア州ローゼンハイムからアメリカにやってきた旅行者の中年女性。夫いわく、「太ったドイツ人の女」。バグダッド・カフェのモーテルに住み着き、店の手伝いや、常連客のルディの絵のモデルをするようになる。ひどく濃いコーヒーを好む。ビザの問題のため一時帰国したのち、すぐに舞い戻る。
ブレンダ
バグダッド・カフェの女主人。ジャスミンがやってきた頃には、子育てと店の経営難のために常に機嫌が悪く、誰に対しても怒鳴り散らしていた。ジャスミンと打ち解け、笑顔を取り戻す。
カヘンガ
バグダッド・カフェの店員。客がいないときは常に、カウンターの後ろでハンモックを吊って眠りこけている。
フィリス
ブレンダとサルの娘。ダンスが得意で、マジックショー上演時はダンスで観客を盛り上げる。
サル・ジュニア（サロモ）
ブレンダとサルの息子。ピアノに熱中していて、常にカフェの中に置かれたピアノを弾いている。ブレンダに注意されたときや、カフェの外にいるときは、鍵盤の形にかたどられた板の上に指を這わせていた。マジックショー上演時は伴奏を担当。ジャスミンがドイツから来たと知って、バッハの祖国であることから憧れを抱く。
赤ん坊
名前は不明。ブレンダが世話をしていたが、物語の中盤でサロモの子供であることが明らかにされる。
ルディ・コックス
バグダッド・カフェのそばにトレーラーハウスを設置し、絵を書いて暮らしている老人。かつてはハリウッドで映画美術の仕事をしていた。光の輝きが2つ横に並んだモチーフを好み、それを図案化したものを自身の作品の署名の代わりとしている。ジャスミンはそのマークを自分の入れ墨にした。
デビー・ベビー
女入れ墨師。モーテルの一角に店を開き、カフェの常連のトラック運転手などに入れ墨を施している。ほとんど台詞を発しないが、物語の終盤、突如カフェの人々に「仲がよすぎるわ」とだけ告げ、旅に出た。
エリック
カフェとモーテルの間の空き地にテントを張って住み着いている若者。ブーメランで遊んだり、フィリスに勉強を教えたりして過ごしている。
サル
ブレンダの夫。注文したコーヒーマシンをいつまでも取りに行かず、代わりに砂漠で魔法瓶（ジャスミンの忘れ物）を拾って帰ったことでブレンダの怒りを買い、店を追い出された。その後しばらくは、高台に停めた自動車に寝泊まりしながら、双眼鏡越しにバグダッド・カフェを観察するだけの日々を送っていた。やがてブレンダと和解する。
ムンシュテットナー氏
ジャスミンの夫。嗅ぎたばこを常用している。ジャスミンを探すため、ジャスミンより先にバグダッド・カフェにたどり着いたが、店の異様な雰囲気に圧倒され、すぐに立ち去った。これ以降一切登場せず、言及もされない。
アーニー
地元の保安官。先住民系で、2本の三つ編みに束ねた長髪がトレードマーク。不法滞在者となったジャスミンに帰国を命じた。

## キャスト
※括弧内は日本語吹替
- ジャスミン: マリアンネ・ゼーゲブレヒト（水田わさび）
- ブレンダ: CCH・パウンダー（本田貴子）
- ルディ: ジャック・パランス（飛田展男）
- デビー: クリスティーネ・カウフマン（神本綾華）
- フィリス: モニカ・カルフーン（英語版）（神本綾華）
- サロモ: ダロン・フラッグ（岡本信彦）
- カヘンガ: ジョージ・アギラー（英語版）（石黒史剛）
- サル: G・スモーキー・キャンベル（佐藤せつじ）
- ムンシュテットナー氏: ハンス・シュタードルバウアー（ドイツ語版）（堀総士郎）
- エリック: アラン・S・クレイグ（白石兼斗）
- アーニー保安官: アペサナクワット（英語版）（岡本幸輔）
- ロン（運転手）: ロナルド・リー・ジャービス
- マーク（運転手）: マーク・ダネリ
- レイ（運転手）: レイ・ヤング
- ゲイリー（運転手）: ゲイリー・リー・デイビス（英語版）

## 日本語字幕
戸田奈津子

## 製作

### ロケーション
撮影はカリフォルニア州ニューベリースプリングスで行われた。「バグダッド」は同名の中東の都市のことではなく、当地の地名(en:Bagdad, California)である。
撮影に使われたカフェ部分の建物は、実際にダイナーとして営業していた店舗を用いた。撮影終了後、店は映画と同じ店名の「バグダッド・カフェ」に改められ、多くの観光客が訪れる名所となっている。

### 再編集版
1994年には、オリジナル版に17分の未公開カットを追加した『バグダッド・カフェ 完全版』がリバイバル上映された。この『バグダッド・カフェ 完全版』の画面比率をビスタサイズ（1.66:1）からワイドスクリーンサイズ（2.35:1）にカットし、色調などを再調整した『バグダッド・カフェ 完全版 デジタル・ニューマスター』が映像ソフト化され、日本では2003年4月25日にDVDとして発売された。
2008年には、パーシー・アドロン監督が全てのカットの色と構図を調整し直した『バグダッド・カフェ ニュー・ディレクターズ・カット版』が製作され、カンヌ国際映画祭で上映された。日本でも、初公開から20周年を迎えた2009年12月5日よりユーロスペース、シネ・ヌーヴォほかで全国順次公開された。

## 音楽
- サウンドトラック - アカデミー賞歌曲賞にノミネートされた主題歌「コーリング・ユー（英語版）」ほかが収録された。

## 受賞
- 1989年 第14回セザール賞最優秀外国映画賞
- 1989年 「コーリング・ユー」 第61回アカデミー賞歌曲賞（ノミネート）

## 他媒体版
- 1990年にアメリカ合衆国・CBSでテレビシリーズのシットコム作品『Bagdad Cafe（英語版）』が製作された。ジャスミン役はジーン・ステイプルトン、ブレンダ役はウーピー・ゴールドバーグ。全15話。

## ミュージカル
2025年11月2日から11月23日まで、シアタークリエで公演予定。主演は、花總まり。

### キャスト
- ジャスミン・ムンシュテットナー:花總まり
- ブレンダ:森公美子
- ルディ・コックス:小西遼生
- フィリス:清水美依紗
- アブドゥラー:松田凌
- サル 他:芋洗坂係長
- アーニー 他:岸祐二
- ムンシュテットナー氏 他:坂元健児
- デビー:太田緑ロランス
- サル・ジュニア:越永健太郎

### スタッフ
- 脚本:パーシー・アドロン、エレオノーレ・アドロン
- 歌詞:リー・ブルーワー、パーシー・アドロン
- 翻訳・訳詞:高橋知伽江
- 演出:小山ゆうな
- 音楽:ボブ・テルソン
- 音楽監督:荻野清子

## 影響
- 漫画『ONE PIECE』作者の尾田栄一郎は、作中に登場するバロックワークスの本社「スパイダーズカフェ」は、『バグダッド・カフェ』の舞台をモチーフにしていることと、『バグダッド・カフェ』も好きな映画であることを『ONE PIECE』第20巻の読者からの質問コーナー「SBS」（146ページ）で明かしている。
- 漫画『ご注文はうさぎですか?』作者のKoiは、作品のモチーフの一つとして本作を挙げている。